# Tu była
Tu była – debiutancki album studyjny polskiej piosenkarki Darii ze Śląska. Wydawnictwo ukazało się 21 kwietnia 2023 nakładem wytwórni muzycznej Jazzboy w dystrybucji e-Muzyka.
Album jest utrzymany w stylu muzyki pop. Składa się z wersji standardowej (1 CD) i płyty analogowej (1 LP). Płyta zadebiutowała na 15. miejscu polskiej listy sprzedaży – OLiS.
W 2024 wydawnictwo zostało laureatem nagrody polskiego przemysłu fonograficznego Fryderyka w kategorii: Album roku indie pop.
Nagrania były promowane singlami: „Falstart albo faul”, „Dziewczyna z tatuażem”, „Chinatown” i „Kill Bill”.

## Lista utworów
Opracowano na podstawie materiału źródłowego.
| Tu była – Wersja standardowa | Tu była – Wersja standardowa | Tu była – Wersja standardowa        | Tu była – Wersja standardowa                                          | Tu była – Wersja standardowa |
| Nr                           | Tytuł utworu                 | Słowa                               | Muzyka                                                                | Długość                      |
| ---------------------------- | ---------------------------- | ----------------------------------- | --------------------------------------------------------------------- | ---------------------------- |
| 1.                           | „Chinatown”                  | Daria Ryczek-Zając                  | Daria Ryczek-Zając                                                    | 5:45                         |
| 2.                           | „Dziewczyna z tatuażem”      | Daria Ryczek-Zając, Agata Trafalska | Daria Ryczek-Zając, Magdalena Laskowska, Jakub Dąbrowski              | 4:49                         |
| 3.                           | „Projekcja”                  | Daria Ryczek-Zając                  | Daria Ryczek-Zając                                                    | 4:04                         |
| 4.                           | „Falstart albo faul”         | Daria Ryczek-Zając, Agata Trafalska | Daria Ryczek-Zając,Kamila Patera, Pat Stawiński, Jakub Staruszkiewicz | 3:41                         |
| 5.                           | „Zabić Billa”                | Daria Ryczek-Zając, Agata Trafalska | Daria Ryczek-Zając, Yauheni Shadziul, Olek Świerkot                   | 4:33                         |
| 6.                           | „Gambino”                    | Daria Ryczek-Zając, Agata Trafalska | Daria Ryczek-Zając, Yauheni Shadziul, Olek Świerkot                   | 3:33                         |
| 7.                           | „Gorączka”                   | Daria Ryczek-Zając                  | Daria Ryczek-Zając, Tomasz Kasiukiewicz                               | 4:56                         |
| 8.                           | „Wróć”                       | Daria Ryczek-Zając, Agata Trafalska | Daria Ryczek-Zając, Yauheni Shadziul, Olek Świerkot                   | 5:07                         |
| 9.                           | „Trója z chemii”             | Daria Ryczek-Zając, Agata Trafalska | Daria Ryczek-Zając, Yauheni Shadziul, Olek Świerkot                   | 3:09                         |
| 10.                          | „Houston”                    | Daria Ryczek-Zając                  | Daria Ryczek-Zając                                                    | 4:05                         |

## Pozycja na liście sprzedaży

### Pozycja na liście tygodniowej
| Kraj   | Lista (2023)  | Najwyższa pozycja |
| ------ | ------------- | ----------------- |
| Polska | OLiS – albumy | 15                |

## Wyróżnienia
| Rok  | Konkurs        | Kategoria            | Rezultat | Źr.   |
| ---- | -------------- | -------------------- | -------- | ----- |
| 2024 | Fryderyki 2024 | Album roku indie pop | Wygrana  | [ 4 ] |